# 国鉄キハ55系気動車
キハ55系気動車（キハ55けいきどうしゃ）は、日本国有鉄道（国鉄）が準急列車用に開発した気動車である。
キハ55系の呼称は国鉄の制式系列呼称ではなく同一の設計思想により製造された形式を便宜的に総称したもので、具体的には新製車であるキハ55形（キハ44800形）・キハ26形・キロハ25形・キロ25形および派生形式のキユニ26形・キニ26形・キニ56形を指す。
また本項では本系列の基本設計を踏襲して製造された私鉄向け同形車についても解説を行う。

## 概要
国鉄最初の優等列車用気動車で、主に準急列車での使用を前提とした準急型気動車である。1956年（昭和31年）から1960年（昭和35年）にかけて486両が製造され、日本各地に配置された。
在来の蒸気機関車牽引列車を走行性能で凌ぎ、客室設備面でもほぼ同等の水準に達した。勾配線区やローカル線でも高速運転を可能としたことから、動力近代化計画のエースとして日本全国に気動車準急のネットワークを作り上げる原動力となった。
1950年代後期から1960年代初頭に本系列で運転開始された地方線区の準急・急行列車は、日本各地で運転される現行のローカル特急列車の前身となった事例が多数存在しており、それまで幹線主体であった優等列車サービスを、地方の支線級路線に拡大させた車両としての歴史的意義は大きい。
最初に投入された準急「日光」にちなみ当初は『日光形気動車』とも通称されたが、その後同列車に投入された157系電車が「日光形電車」と呼称されたため、その後この名称は衰退した。

## 登場までの経緯

### 17系気動車とその2エンジン形車の展開
日本国有鉄道（以下「国鉄」）は1953年（昭和28年）に総括制御が可能な普通列車用キハ45000系（1957年の称号規程改正後はキハ17系）液体式気動車の量産を開始し、普通列車に加えて中距離快速列車にも使用されるようになった。160PS級DMH17Bディーゼルエンジンを1基搭載し、平坦路線では蒸気機関車牽引列車を凌駕する走行性能を確保したが、勾配路線では出力不足であった。1955年（昭和30年）当時は上野駅 - 日光駅間を結ぶ快速列車がキハ45000系で運転されていたが、1エンジン車では日光線の勾配区間で出力不足となり、スピードアップが出来なかった。
1954年（昭和29年）には、出力強化を目的にDMH17Bを2基搭載としたキハ44600形（後のキハ50形、後年にキハユニ17形へ改造）が2両試作され、急勾配区間のある関西本線での試用が実施された。結果は良好で、25 ‰勾配登坂の均衡速度は1エンジン気動車での23 km/hから、44600形のみによる2エンジン車編成では41 km/hへと劇的に向上した。同形を用いて1955年（昭和30年）3月から運転開始された準急列車（1958年より「かすが」と命名）は、名古屋 - 湊町（現・JR難波）間約180 kmを3時間未満で結び、従来に比して大幅な速度向上を実現した。同形には、通常形気動車に比べ全長が2 m長いゆえに分岐器の安全装置作動の支障があったものの、キハ44700形（後のキハ51形）では全長を20.6 mに抑えて分岐器問題を解決した。
1954年（昭和29年）10月には小田急電鉄がDMH17B1エンジン2基搭載のキハ5000形の運用を開始し、新宿駅 - 御殿場駅間の国鉄御殿場線乗り入れ準急「銀嶺」「芙蓉」など（後の特急「あさぎり」→「ふじさん」）に投入された。

### 17系気動車の問題点
エンジン2基搭載車の実用化で走行性能面は改善されたものの、キハ17系は以下に挙げられるような、決して快適な車両とは言い難い課題を抱えていた。
- 軽量化が最優先された基本構造のため構体断面が小さく、車体幅は標準的な客車・電車に比して20 cmも狭く、全高（天井）も低くされた。 暖房装置は初期には排気の廃熱を利用した熱交換式排気暖房であったが、室内温度を保つことが難しく、途中から軽油燃焼式温風暖房装置への切替を余儀なくされた。
- 初期型のクロスシートは肘掛けがなく、背ずりは低いビニール張りで当時のバス並みであった。後期型は背ずり高さが拡大され、表面も客車並みにモケット張りとなったが、軽量化のため背ずりの中身は枠と詰め物だけで仕切り板がなく、背中合わせの乗客同士で動きが伝わる作りの悪い構造であった。前述した関西本線準急列車では、競合する近畿日本鉄道（近鉄）特急に対して優位となったのは、名阪間直通運転[注 2]と速達性のみであった[注 3]（近鉄特急史も参照）。
- 台車は鋼板プレス加工により組み立てたDT19形を装着するが、こちらも軽量化のため乗り心地に重要な役割を果たす枕ばねを硬い防振ゴムブロックで代用した設計[注 4]で、充分に振動を吸収できず、特に軸ばね動作が制約されるブレーキ作動時には著しく不快な挙動を示した。

上述問題点の中でも、ことに車内設備は普通列車用としても低水準だったことから、抜本的対策が求められた。

### キハ44800形（キハ55形先行量産車）の開発
1955年（昭和30年）に国鉄は、当時スイス連邦鉄道（スイス国鉄）で1,000両以上が量産されていた軽量客車(Leichtstahlwagen) を参考にした画期的な構体構造を備える10系客車の製造を開始する。同系列客車は、プレス鋼板を多用したセミモノコック構造、同じくプレス鋼板を溶接組立とした台車、内装への軽金属やプラスチック等の採用により、在来車に比して寸法と定員は同一ながら30 %の軽量化を実現した。そこで軽量化対策が最重要課題の一つであった気動車についても、この設計手法を応用することで居住性の改善が期待され、車体寸法や接客設備を従来の客車並みの水準まで引き上げた新形準急用気動車の開発が始まった。
一方で当時の国鉄は東京と日光を結ぶ列車において東武鉄道と競合していたが、東武の1700系特急電車による「日光特急」に対して国鉄では日光線のみならず東北本線の大宮駅以北は非電化で、蒸気機関車牽引の客車列車もしくはキハ45000系気動車による快速列車しかなく、営業面からも抜本的対策が特に強く求められていた。これにより日光線準急列車向けとして1956年に投入された先行量産車がキハ44800形 (44800 - 44804) で、三等車のみ5両が製造された。

## 車両概説

### 車体
10系客車同様のセミモノコック構造を採用し、電車・客車同等の車体断面大型化を実現しつつも重量増大を抑制。居住性を大きく改善した。新しい車両限界の制定により、車体幅はステップを特殊な設計とすることなく従来より200 mm広い2,803 mmに拡大された。10系軽量客車の設計は国鉄副技師長を務めた星晃が担当し、モノコック構造はキハ55系のほか80系300番台や151系「こだま形」、153系「東海形」などにも応用された。一般型気動車においても1957年に広幅軽量車体を採用したキハ20系が登場している。
キハ44700形・キハ44800形 全長x全幅x全高比較（単位mm）
- キハ44700形（キハ51形） 20,600x2,740x3,710
- キハ44800形（キハ55形） 21,300x2,928x3,890[注 1]

21.3mの全長は電車・客車を凌ぎ、カーブや分岐器通過に支障のない限界一杯値に設定された。以後この全長は、国鉄在来線旅客車における最大基本規格として現在のJR各社まで踏襲されている。この寸法は客車標準の全長20,000 mmに運転台分を継ぎ足したような設計となり、将来的に中間車として運転台のない気動車や付随車を製作した際は運転台部分を省略した20,000 mmとされることが意図されていた。初期形では大事を取って後位側の隅にも250 mmのRが付けられていたが、増備車では丸みが無くなった。
台車中心間距離は分岐器の安全装置（ディテクター・バー）の動作に支障のない範囲に収めた14,300 mmとされた。
側面乗降扉はキハ45000系では通勤通学輸送を考慮して幅850 mmであったが、キハ44800形では準急用として幅740 mmと狭くなった。ドアエンジンはキハ45000系と同様のTK5とされた。乗降扉に従来のプレスドアに代わってハニカムドアが採用された。
前面窓は試作車ではキハ10系と同じく高さ610 mm ✕ 幅610 mmの寸法であったが、キハ55 6以降の量産車では視界改善のため高さ710 mm ✕ 幅710 mmに拡大された。

#### 塗装
高速運転を考慮して遠方からの識別を容易にするため、塗色は全体を淡い黄色（クリーム2号）とし、雨樋と窓下に細い赤（赤2号）帯を入れた。ただし二等客室部分は帯の色が当時の二等客車と同様の青（青1号）となっている。1956年10月5日に国鉄工作局が作成した資料には「日の光の明るさに日光神橋の赤色を示したともいえましょう」と記されている。
急行「みやぎの」が運行を開始した1959年からは、クリーム4号と赤11号で塗り分けた急行色が登場した。当初の塗り分けは窓回りの赤帯が前面と側面で繋がる形状で、後にクリーム色に窓回りを朱色とする塗り分けへの変更を経てキハ58系など急行気動車用標準塗装となった。キハ55系でもキハ58系に準じた塗装への変更が行われ、1970年代前半までに大半が塗装変更されたが、1981年時点でキハ55 167が当初の塗り分けで残っていた。
1980年代に入り、ローカル線普通列車で運用されるようになってからは一般形気動車と同じ朱色5号単色塗りに変更された車両も存在する。特に広島鉄道管理局管内では朱色一色に変更された車両が多かった。

### 内装

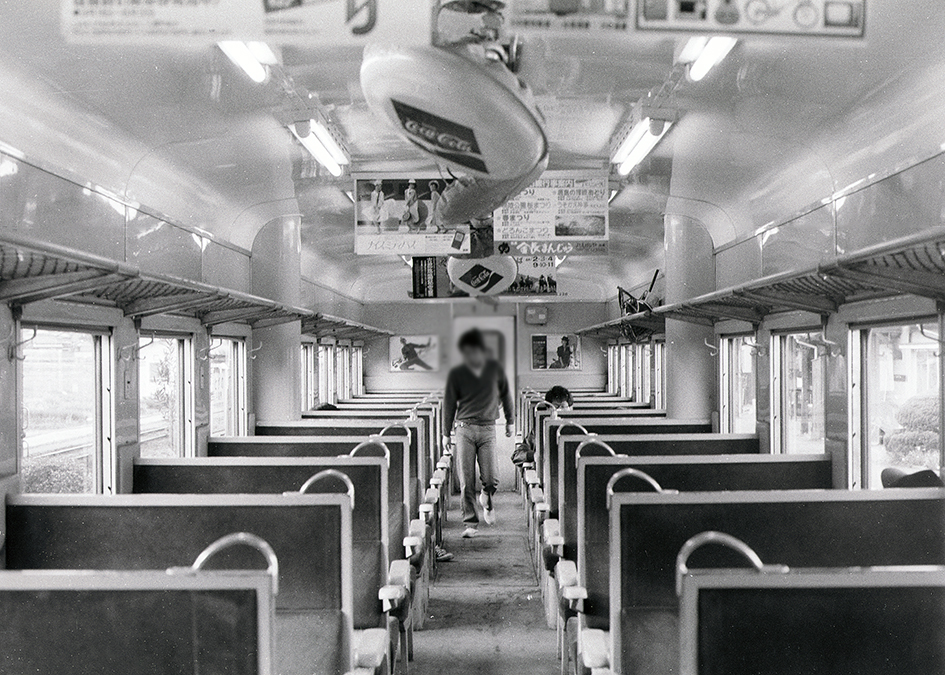
キハ55 226車内。車体中央（通路に人が立っている位置）の両壁際に排気管が見える。

客室は客車同等の大型クロスシートを配置し、窓側壁面には10系客車同様のビニール製ヘッドレストを設けた。シートピッチは1,470 mm、座面の横幅は1,035 mmで通路側に肘掛けが設けられた。
車内照明は竣工の段階では従来通り白熱灯が採用された。
トイレも10系客車同様にデッキ車端寄りに設置した。トイレ対向部には水タンクを設置。客用ドアはやや狭幅でデッキと客室の間には仕切扉が設けられたが、縦型シリンダエンジン搭載で客室床にエンジン点検蓋が残されたため、エンジンからの騒音や臭気の完全遮断には至っていない。
排気管は車体中央部両側壁面に立ち上げられた形状となった。このため当該部分は、遮熱・遮音のためのカバーが太い柱のようになり、ボックスシートの背ずり同士の間にデッドスペースが生じた。製造期間中、途中でこの排気管柱を細身にする改良が行われている。
暖房装置は当初、10系気動車同様の軽油燃焼式温風暖房機（三国商工（現・ミクニ）RH85Wまたは五光製作所RH85G）8,500kcal/hを1両に2台搭載して一定水準の暖房能力を確保したが、スペースがなく座席下に搭載していた。火災対策と整備の都合によりキハ26形ほか1エンジン車は1962年以降に温気暖房を床下に移設、2エンジンのキハ55形は1963年以降に温水暖房に変更されている。

### 主要機器
DMH17Bエンジン (160PS/1,500rpm) と振興造機TC-2形または新潟コンバータDF115形液体変速機を搭載する。1957年増備車からは出力を170 PSに向上し、1958年からは出力180 PSのDMH17Cに移行した。既存のDMH17BもDMH17Cに改造されている。
台車はゴムブロックを枕ばねに使用するDT19形を装着する形で製造されたが、のちに全車DT22Aへ交換された。DT19台車は上述のとおり乗り心地が劣悪であったが、開発時点では国鉄気動車に使用し得る量産台車が他になく、やむを得ず採用された。

## 新製形式
キハ55系は片運転台2基エンジンのキハ55形を基幹に、1基エンジンのキハ26、2等・3等合造車のキロハ25形、2等車のキロ25形が登場し、1956年から1961年にかけて486両が製造された。大出力機関試作車のキハ60系3両を含めた場合の総数は489両となる。
初期車は日光の紅葉シーズンに間に合わせるための突貫工事により、台車や窓構造などにキハ10系の設計が流用されたが、増備車では洗面台が新設され、台車も乗り心地の良いDT22系に変更された。1958年以降の増備車では機関出力向上、窓の1段窓化などの改良が加えられ、100番台に区分された。
1960年の2等級制への移行に伴い、従来の3等席が2等席に、2等席が1等席に変更されたが、等級については製造開始時に準ずる。

### キハ55形
2エンジン形三等車。本系列の基本形式である。
1次車 (1 - 5)
1956年製。当初はキハ44800 - 44804の車両番号が付与されたが、1957年4月の気動車称号改正で改番した。キハ44700（キハ51）形を一回り大きくしたような外見で、雨樋縦管は丸管の側面外付けで、タイフォンも屋根上に剥き出しで設置されている。側面は10系気動車の同様の立席窓（所謂バス窓）が継続採用された。正面窓はキハ10系と同じ小窓であるが、車体構造の改善で窓下のウインドシル（補強帯）が廃された。車内灯はグローブ付き白熱灯。前位戸袋部は2人掛けのロングシートであり、前後デッキ部には折りたたみ式の補助イスが各2人分設置された。定員は84名と補助席4名である。曲線通過時の接触障害除去目的で後位側車端部隅にもRが付いている。
2次車 (6 - 15)
1957年に製造されたバス窓車。蛍光灯照明となり、DMH17Bは小改良が実施され出力が170PSに向上した。後部デッキ水タンク横に簡易洗面所を設置したことから、この部分の補助イスは廃止された。定員は84名と補助席2名である。ロングシートは運転席側戸袋窓部のみ。前面運転席窓の大型化と雨樋縦管が車体に埋め込まれ、タイフォンは前灯の両脇に2つ埋め込みで取り付けたことで、1 - 5と判別が可能である。後端部に曲線通過時の接触障害除去目的のRが付けられているのは共通であった。
3次車 (16 - 46)
1957年末から製造されたバス窓車。台車を新型のウィングばね式台車であるDT22形に変更し、乗り心地が改善された。曲線通過時に車側面後端部の接触障害除去目的にRが付けられていたが、R無しでも接触障害は起きない事が判明した為このグループから、車端部が完全な切妻となった。
4次車 (101 - 270)
1958年から製造された最終形で、側窓はバス窓から大型のアルミ窓枠の一段上昇窓に変更された。エンジンはDMH17Cに変更され180PS/1,500rpmに出力が増強された。台車はDT22Aとなった。

### キハ26形

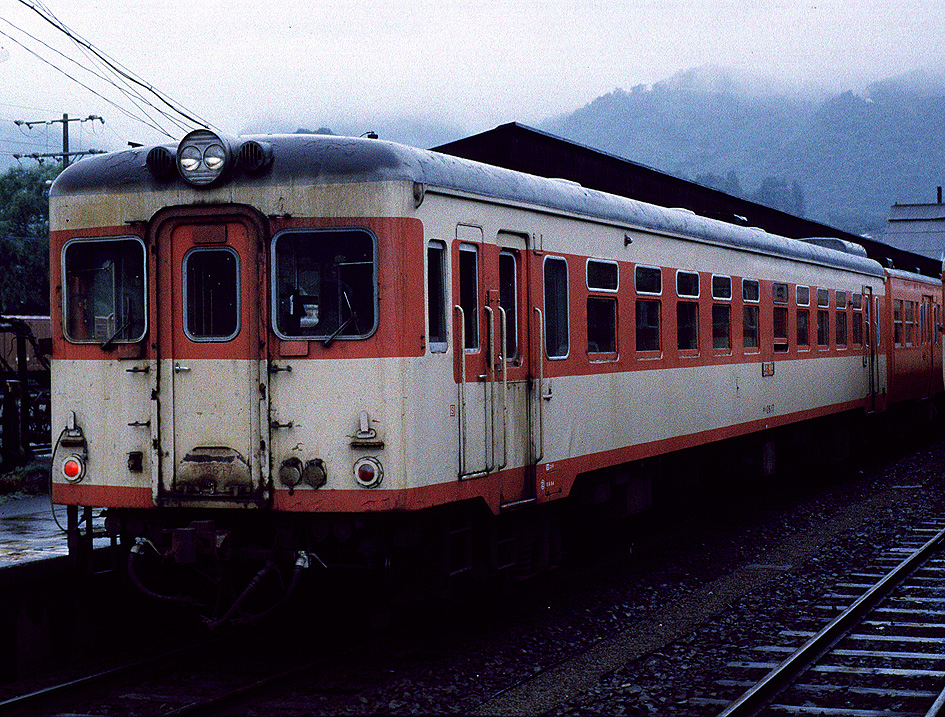
キハ26 17（1984年頃）

キハ55形は急勾配区間でも必要な性能を得るために2エンジン方式で製造されたが、1950年代後期は1エンジン気動車で十分な性能が得られる平坦路線でも非電化区間は多かった。このため製造コストと機関の減少による検査コスト抑制による気動車化（無煙化）促進を目的に、キハ55形の平坦線向け仕様として1958年（昭和33年）から製造された1基エンジン三等車が本形式である。2エンジン化で容易にキハ55形に改造できるような設計になっており、キハ55から後位側の駆動系を省いてそちらの台車を付随台車としたような構造で、エンジン回りを除いた仕様は、台枠（UF310形）から室内設備まで共通化されていたが、実際には改造例はない。
1次車 (1 - 22)
1958年（昭和33年）製造の初期形。キハ55 16 - 46に準じ、側窓はバス窓で台車はDT22形動力台車・TR51形付随台車を装着する。
2次車 (101 - 272)
1959年（昭和34年）から製造の改良型。キハ55 101 - 270に準じ、一段上昇窓となった。本グループから2両が事故廃車されている。

### キロハ25形
準急列車用に使用されていたキハ10系の二等・三等合造車キロハ18形（旧・キロハ47000形）の後継車両として、1958年から製造されたのがキロハ25形である。全車新潟鉄工所が製造した。キハ26形を基本とした片運転台2デッキ構造を採用したが、この時点では全室二等車とするほどの需要が期待されなかったこともあり、キロハ18形を踏襲した二・三等合造車となった。定員は二等が32名、三等が42名の合計74名である。
運転台寄り前半分が二等客室、後半分が三等客室とされたが、これは当時において二等室を編成の端に置くことが原則とされていたためである。二等席は同時期に製造されたサロ153形に準じた回転クロスシートが設置され、シートピッチは970 mmである。三等席はキハ55形に準じた固定クロスシートで、戸袋窓部は1人掛けのロングシートとした。二等・三等客室間仕切部に排気管が設置されており、排気管カバーは三等室側に出っ張っている。
客室窓は1次車が二等側は幅825 mmの一段上昇式狭窓、三等側は幅930 mmのスタンディー・ウインドウ付き2段窓(いわゆる「バス窓」)となった。2次車は三等室側が一段上昇窓に変更されている。トイレ・洗面所は乗務員室のすぐ後ろに設置され、トイレは助士席後方に、洗面所は運転席後方に置かれた。
当時は二等車に動力を設けないことが一般的であったが、気動車では運転サイドから機動性の面から動力を付けてほしいとの要望があった。防音構造とするため二等室の床面高さは35 mm嵩上げされた1,285 mmとなり、機関はキハ26形とは逆に連結面側である三等室側に設置され、台車も運転台側がTR51、連結面側がDT22となった。
一等車としては、冷房装置がなく座席がリクライニングシートでないなどアコモデーションが陳腐化したことから1965年以降にキロ28形への置き換えが行われるようになり、1967年から1969年にかけて車体・座席には全く手を加えることなく全車が車両番号を原番号+300としキハ26形への格下げ編入が実施された。
1次車 (1 - 5)
1958年製造。キハ55 16 - 46グループに対応する。エンジンはDMH17Bを搭載して製造された。DT22形・TR51形台車を装着する。
2次車 (6 - 15)
1960年製造。キハ55 101 - に準じた後期形。エンジンはDMH17Cに変更。台車はDT22A・TR51A。

### キロ25形
気動車準急の運用領域拡大に伴い二等座席の需要も増加したことから、国鉄気動車初の全室二等車として1959年からキロ25形が製造された。製造所は全車が帝国車輛である。キハ55系グループの新製形式では最も登場が遅く、キハ55形100番台に相当するグループのみが存在する。定員は64名である。
側窓は幅825 mmの1段上昇窓で、戸袋窓のみ幅865 mmである。トイレと洗面所はキロハ25形では乗務員室側であったが、キロ25形では連結面側の車端部に置かれた。全室二等車となったため、機関と動力台車は運転台側に変更された。登場時は準急色の窓下の帯を編成美を乱さないために三等車と同じ赤帯としていたが、三等車との誤乗が多発したため従来の二等車と同じ淡青色に変更された。
座席はキロハ25形の二等室同様に回転クロスシートで、シートピッチは965 mmである。客室の床面はコルク材とリノリウム板で加工されたものとされ、キロハ25形の2等室と同じくデッキ部より約35 mm高くなった。車内の配色は国鉄色の色名で化粧板が淡茶色4号、カーテンカバーがぶどう色4号、乗務員室とデッキは淡緑3号、天井は白色となった。
キロハ25形同様にキロ28形と比較するとアコモデーションが陳腐化していることから、1967年から1969年にかけて車内はそのままの状態で全車がキハ26形への格下げ編入が実施された。
1 - 61
キロハ25形二等席部同様の一段上昇形狭窓を装備。当初より出力180 PSのDMH17Cを搭載する。

### 製造年・製造会社別一覧
| 製造 年度 | 形式      | 新潟鐵工所                    | 帝國車輛工業            | 富士重工業 | 日本車輌製造        | 東急車輛製造        |
| --------- | --------- | ----------------------------- | ----------------------- | ---------- | ------------------- | ------------------- |
| 1956      | キハ 55   | 1 - 5                         |                         |            |                     |                     |
| 1957      | キハ 26   | 1 - 22                        |                         |            |                     |                     |
| 1957      | キハ 55   | 6 - 46                        |                         |            |                     |                     |
| 1957      | キロハ 25 | 1 - 5                         |                         |            |                     |                     |
| 1958      | キハ 26   | 101 - 121                     |                         |            |                     |                     |
| 1958      | キハ 55   | 101 - 137                     |                         |            |                     |                     |
| 1958      | キロ 25   |                               | 1 - 13                  |            |                     |                     |
| 1959      | キハ 26   | 122 - 128 192 - 200           | 181 - 191 211 - 213 218 | 201 - 210  | 129 - 157           | 158 - 180 214 - 217 |
| 1959      | キハ 55   | 138 - 162 179 - 201 205 - 207 | 163 - 178               | 202 - 204  |                     |                     |
| 1959      | キロ 25   |                               | 14 - 43                 |            |                     |                     |
| 1959      | キロハ 25 | 6・7                          |                         |            |                     |                     |
| 1960      | キハ 26   |                               |                         |            | 219 - 238 267 - 272 | 239 - 266           |
| 1960      | キハ 55   | 208 - 226 251 - 270           | 227 - 250               |            |                     |                     |
| 1960      | キロ 25   |                               | 44 - 61                 |            |                     |                     |
| 1960      | キロハ 25 | 8 - 15                        |                         |            |                     |                     |

| 番号        | 落成年月日     | 製造 | 落成配置 | 最終配置 | 改造形式   | 改造年月日     |
| ----------- | -------------- | ---- | -------- | -------- | ---------- | -------------- |
| キロハ25 1  | 1958年6月28日  | 新潟 | 田端     | 名古屋   | キハ26 301 | 1968年7月12日  |
| キロハ25 2  | 1958年6月28日  | 新潟 | 田端     | 名古屋   | キハ26 302 | 1968年7月17日  |
| キロハ25 3  | 1958年7月15日  | 新潟 | 田端     | 名古屋   | キハ26 303 | 1968年10月11日 |
| キロハ25 4  | 1958年7月15日  | 新潟 | 竹下     | 名古屋   | キハ26 304 | 1968年7月16日  |
| キロハ25 5  | 1958年7月15日  | 新潟 | 竹下     | 福知山   | キハ26 305 | 1967年10月5日  |
| キロハ25 6  | 1960年8月20日  | 新潟 | 福知山   | 福知山   | キハ26 306 | 1967年10月4日  |
| キロハ25 7  | 1960年8月20日  | 新潟 | 福知山   | 福知山   | キハ26 307 | 1967年10月26日 |
| キロハ25 8  | 1960年9月24日  | 新潟 | 高松     | 高松     | キハ26 308 | 1967年10月23日 |
| キロハ25 9  | 1960年9月24日  | 新潟 | 高松     | 高松     | キハ26 309 | 1967年10月6日  |
| キロハ25 10 | 1960年10月6日  | 新潟 | 宮原     | 鳥取     | キハ26 310 | 1969年4月1日   |
| キロハ25 11 | 1960年10月6日  | 新潟 | 宮原     | 鳥取     | キハ26 311 | 1969年4月1日   |
| キロハ25 12 | 1960年10月6日  | 新潟 | 宮原     | 鳥取     | キハ26 312 | 1969年4月1日   |
| キロハ25 13 | 1960年10月6日  | 新潟 | 高松     | 高松     | キハ26 313 | 1967年9月23日  |
| キロハ25 14 | 1960年10月11日 | 新潟 | 高松     | 高松     | キハ26 314 | 1967年10月4日  |
| キロハ25 15 | 1960年10月11日 | 新潟 | 高松     | 高松     | キハ26 315 | 1967年10月7日  |

## 改造形式・番台
一等車の格下げ、旅客車の荷物車、郵便荷物合造車への改造が主で、このほかにはキハ60のエンジン載せ替えがあるほかは形式間改造はない。

### キハ26形300番台
キロハ25形を1967年から1968年にかけて全室普通車に格下げし、原番号+300の改番を実施したものである。改造工事は施されず、車内設備はキロハ25形時代そのままで使用され、定員は74名であった。
1973年（昭和48年）から1975年（昭和50年）にかけて郵便荷物車キユニ26形へ13両、荷物車のキニ26形に2両が改造され、形式消滅した。
- キロハ25 1 - 15 → キハ26 301 - 315

### キハ26形400番台

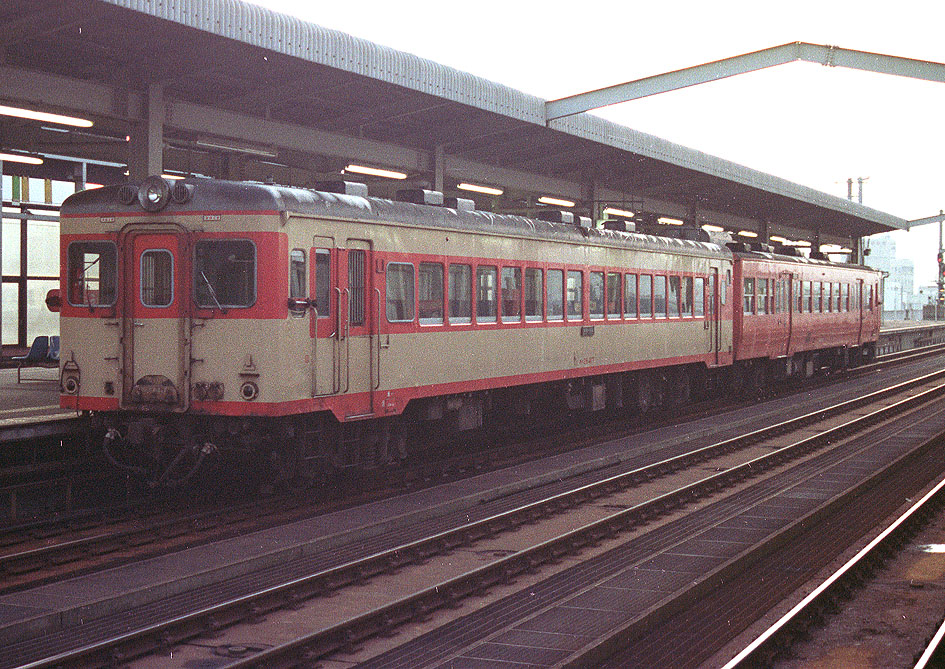
キハ26 417
画面奥に連結されているキハ47に比べ車体幅が狭いのがわかる

キロ25形を1967年から1969年にかけて普通車に格下げし、原番号+400の改番を実施したものである。
車内設備はキロ25形時代そのままで、主に急行列車の普通座席指定車として使用された。その後キハ58系の冷房化進捗に伴い、普通列車での運用が多くなり座席モケットをエンジからブルーに張り替えた車両も存在する。また地域により座席回転機能を存置した例と、向かい合わせで固定した例とがあった。定員は64名であった。
1976年 - 1977年に21両が後述のキハ26形600番台に改造されたほか、1976年 - 1980年にかけて7両がキユニ26形に改造された。本区分番台は1980年から1986年にかけて廃車された。
- キロ25 1 - 61 → キハ26 401 - 461

### キハ26形600番台
通勤輸送用として400番台の座席全部または一部をロングシート化し吊り革を設置したもので1976年 - 1977年に小倉工場（現・JR九州小倉総合車両センター）および鹿児島車両管理所（現・鹿児島車両センター）で21両に改造施工された。
博多 - 筑前前原間の混雑率が200 %に達する一方で、非電化単線の設備改良が困難であったため、当面の定員増を図った改造車として400番台のロングシート化改造車のうち座席のすべてがロングシート化された16両（601 - 616）が1976年度に投入され、東唐津気動車区に配置され筑肥線で運用された。1977年改造の617 - 621は、中央部に16名分のクロスシートを残存させており、鹿児島地区に投入された。1980年3月の草津線・桜井線・和歌山線電化の際には捻出されたキハ35・36形のうち11両が奈良運転所から東唐津気動車区へ転入し、キハ26形600番台のうち11両が長崎地区へ転出した。

### 改造形式の塗装・廃車
晩年は塗装も一般形気動車と同じ朱色5号の一色塗りに変更され、1983年から1986年にかけて廃車された。
- キハ26 434・425・427・445・419・448・441・436・440・432・442・447・412・420・416・452・411・410・438・461・444 → キハ26 601 - 621
- 荷物車（郵便荷物車）に改造した車両も同様に朱色5号の塗装に変更され1986年までに廃車された。

### キユニ26形
1973年 - 1980年にキハ26形25両を郵便荷物車に改造したものである。種車は、キハ26形の各タイプに渡っており、改造年次・施工工場による形態変化が見られる。塗装も改造当初は急行色もしくは2色塗りの旧一般色であったが、1978年以降は朱色1色に統一された。また投入線区も北海道から九州まで日本全土に渡る。1984年 - 1986年にかけて廃車され形式消滅した。
- キハ26 301 - 303・310・312・305・311・306・19・308・309・314・315・22・433・459・313・169・453・451・424・446・1・413・118 → キユニ26 1 - 25

1 - 8・10 - 13・17
キハ26形300番台を種車としたもので、1973年 - 1976年に松任・名古屋・後藤・多度津の各工場で13両が改造された。郵便室（荷重4t）は前位側に、荷物室（荷重5t）は後位側に設置された。
9・14・18・23・25
キハ26形0番台・100番台を種車としたもので、1975年 - 1980年に旭川・苗穂・後藤・幡生・多度津の各工場で5両が改造された。郵便室（荷重3t）が前位側に、荷物室（荷重5t）が後位側に設置された。
15・16・19 - 22・24
キハ26形400番台車を種車としたもので、1976年 - 1980年に旭川・苗穂・五稜郭・幡生の各工場で7両が改造された。郵便室（荷重4t）を前位側に、荷物室（荷重5t）を後位側に設置された。

#### キユニ26形の車両履歴
| 番号        | 種車番号   | 落成年月日 | 改造   | 落成配置 | 最終配置 | 廃車       | 備考     |
| ----------- | ---------- | ---------- | ------ | -------- | -------- | ---------- | -------- |
| キユニ26 1  | キハ26 301 | 1973.09.30 | 松任   | 松本     | 高松     | 1986.02.04 |          |
| キユニ26 2  | キハ26 302 | 1973.09.30 | 松任   | 松本     | 高松     | 1984.12.21 |          |
| キユニ26 3  | キハ26 303 | 1973.10.19 | 名古屋 | 浜田     | 大分     | 1984.04.20 |          |
| キユニ26 4  | キハ26 310 | 1973.09.30 | 多度津 | 浜田     | 岡山     | 1986.03.31 |          |
| キユニ26 5  | キハ26 312 | 1973.09.30 | 多度津 | 浜田     | 米子     | 1982.09.21 |          |
| キユニ26 6  | キハ26 305 | 1975.01.16 | 後藤   | 浜田     | 岡山     | 1984.07.13 |          |
| キユニ26 7  | キハ26 311 | 1975.02.20 | 後藤   | 鳥取     | 岡山     | 1984.07.13 |          |
| キユニ26 8  | キハ26 316 | 1974.10.23 | 後藤   | 浜田     | 岡山     | 1984.07.13 |          |
| キユニ26 9  | キハ26 19  | 1975.03.07 | 後藤   | 福知山   | 岡山     | 1985.03.04 | 一般色   |
| キユニ26 10 | キハ26 308 | 1975.01.23 | 多度津 | 高知     | 大分     | 1984.11.01 | 一般色   |
| キユニ26 11 | キハ26 309 | 1975.02.24 | 多度津 | 高知     | 高松     | 1984.09.19 |          |
| キユニ26 12 | キハ26 314 | 1974.12.10 | 多度津 | 高知     | 高松     | 1983.11.22 |          |
| キユニ26 13 | キハ26 315 | 1975.02.13 | 多度津 | 高知     | 高松     | 1984.10.04 |          |
| キユニ26 14 | キハ26 22  | 1976.02.18 | 苗穂   | 稚内     | 旭川     | 1984.05.14 |          |
| キユニ26 15 | キハ26 433 | 1976.11.07 | 幡生   | 七尾     | 七尾     | 1985.12.03 |          |
| キユニ26 16 | キハ26 459 | 1976.11.07 | 幡生   | 七尾     | 七尾     | 1985.12.03 |          |
| キユニ26 17 | キハ26 313 | 1977.03.25 | 多度津 | 高知     | 高松     | 1984.10.04 |          |
| キユニ26 18 | キハ26 169 | 1978.03.29 | 多度津 | 高松     | 高松     | 1986.02.10 | 急行色   |
| キユニ26 19 | キハ26 453 | 1977.11.07 | 幡生   | 大分     | 大分     | 1984.03.07 |          |
| キユニ26 20 | キハ26 451 | 1977       | 五稜郭 | 遠軽     | 北見     | 1984.06.12 |          |
| キユニ26 21 | キハ26 424 | 1978.09.14 | 苗穂   | 北見     | 北見     | 1984.06.12 | 首都圏色 |
| キユニ26 22 | キハ26 446 | 1978.10.07 | 幡生   | 高松     | 高松     | 1984.07.13 | 首都圏色 |
| キユニ26 23 | キハ26 1   | 1979.03.05 | 旭川   | 遠軽     | 北見     | 1986.03.31 | 首都圏色 |
| キユニ26 24 | キハ26 413 | 1980.03.31 | 旭川   | 稚内     | 深川     | 1984.03.10 | 首都圏色 |
| キユニ26 25 | キハ26 118 | 1980.10.04 | 旭川   | 北見     | 北見     | 1984.06.12 | 首都圏色 |

### キニ26形
1973年 - 1975年に後藤・名古屋の各工場においてキハ26形4両を荷物車に改造したものである。荷重は13t。種車は300番台と1次量産車0番台。1984年までに廃車となった。
- キハ26 304・307・3・7 → キニ26 1 - 4

### キニ56形

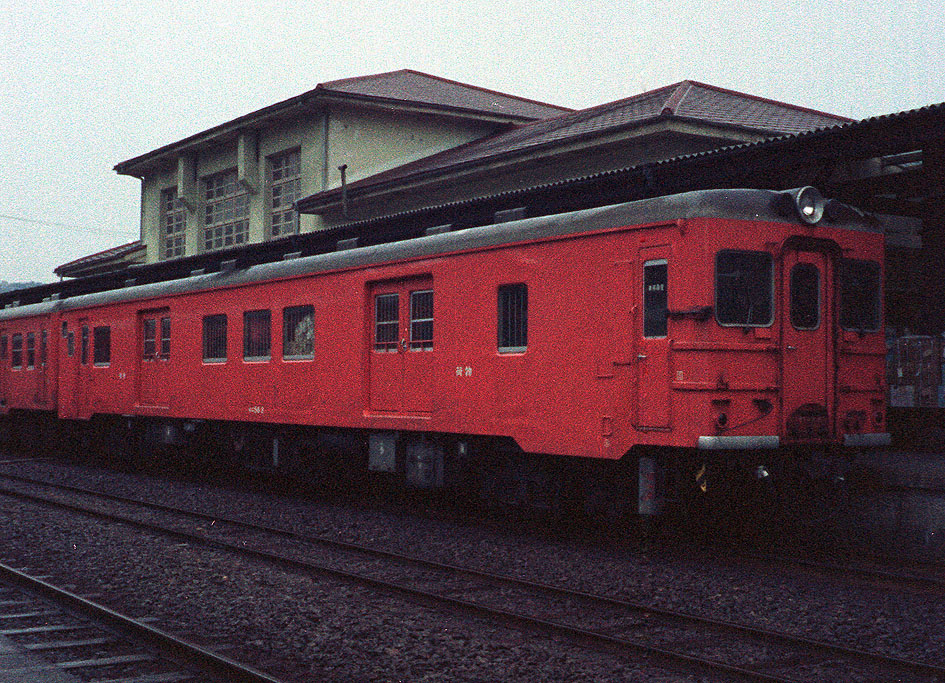
キニ56 2

1971年 - 1978年に大宮・長野・多度津の各工場においてキハ55形4両を荷物車に改造したものである。荷重は15tであり、日本国内の荷物気動車としては最大である。種車は3のみがキハ55形二次車（0番台）でバス窓に後妻の隅にRを持つ。そのほかは100番台車である。荷物輸送が終了した1986年11月1日国鉄ダイヤ改正で用途を失い、民営化直前の1987年3月末までに廃車となった。
- キハ55 141・216・14・159 → キニ56 1 - 4

## 改造工事
車両番号や形式の変更を伴わない改造を記載する。

### DMH17Bの出力向上
試作車で採用されたDMH17Bエンジンの出力は160 PSであったが、1957年増備車からは仕様変更で出力を170PSに向上させた。1958年途中からは180PSのDMH17C搭載に移行、既存の17B搭載車も順次シリンダーヘッド・噴射ノズル回りの改造を受けてDMH17Cに改造された。

### 暖房装置移設・変更
客席下に設置されていた温気暖房装置は、火災防止や保守上の問題から移設されることになった。キハ26形では1962年度より温気暖房が床下に移設されたが、キハ55形では床下スペースがないため1963年度よりキハ58形やキハ22形と同様の温水暖房に改造され、機関予熱器が設置された。

### 常磐無線アンテナの設置
常磐線では1962年5月3日に三河島駅で発生した三重衝突事故（三河島事故）を受けて列車無線を先行整備することになり、1966年3月1日より使用が開始された。急行「ときわ」などに使用されていた水戸機関区のキハ55系も無線アンテナの設置対象となり、通話無線用・防護無線用の計2基が屋根上に設置された。
常磐無線アンテナ搭載車が他線区へ転属する際はアンテナが撤去されていたが、台座は残されていた。

### 小型バンパー設置

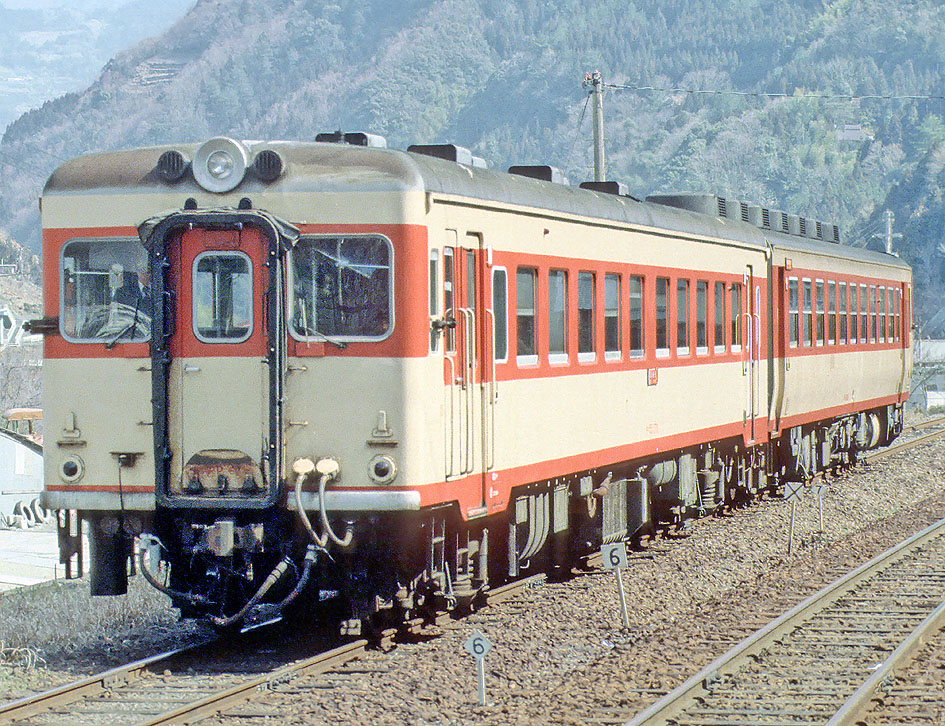
バンパー設置車のキハ55 270

1960年代の四国では特に香川県内に踏切が多く、安全投資が追いつかない事情もあり踏切事故が頻発していた。踏切事故による被害を小さくするため、四国配置のキハ55系の前面裾部に銀色の小型バンパーを設置する改造が行われた。国鉄四国総局に配置のキハ55系の大多数に施工されており、他地区へ転属した際もバンパーは残されていた。
このバンパーは踏切事故対策としての効果は少なく、後のキハ58系では当時の小田急電鉄で採用されていた「ミュージックサイレン」が設置された。

### 試作車の事故復旧

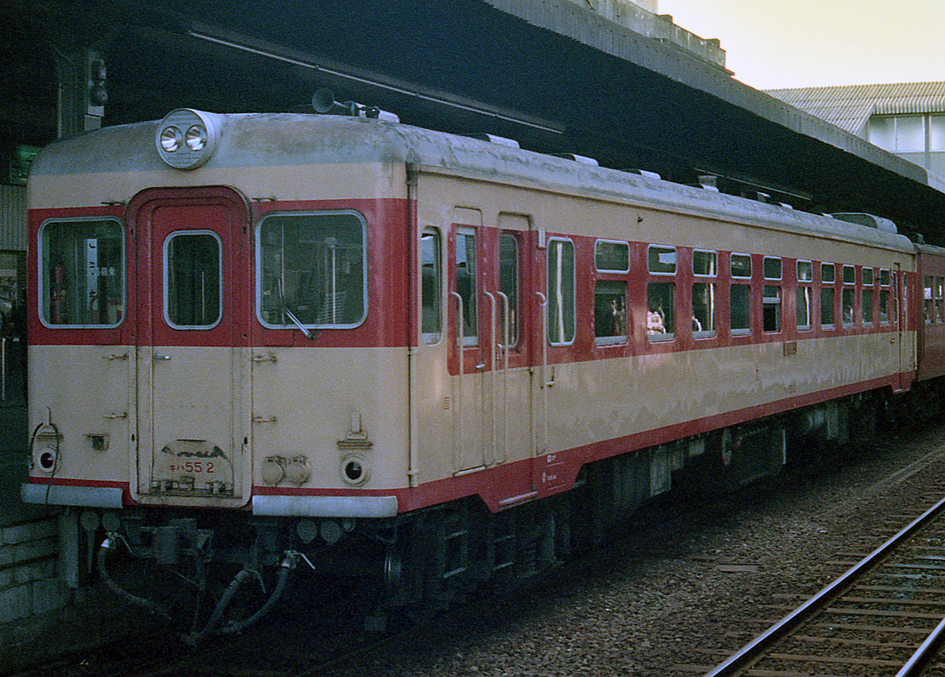
事故復旧車のキハ55 2（高知駅、1983年頃）

四国に転属したキハ55 2は事故復旧の際に前面窓の大型化、妻面の切妻化改造が実施されている。運転台側前面の窓はキハ55形量産車と同じ710 mm角となり、非運転台側妻面の丸みがなくなり切妻に変更された。前照灯横の警笛と車体端部の縦樋は従来のまま存置された。

### 房総地区でのヘッドマーク受金設置
房総地区の準急・急行列車でヘッドマークを掲出する際は大型ヘッドマークを使用して貫通扉横のフックに固定するスタイルが取られていたが、1970年以降は房総西線用165系電車と同じく小型ヘッドマークに変更されることとなり、キハ55系でも貫通扉にヘッドマーク受けが設置された。
この改造は夏季輸送シーズンの他線区からの一時転入車にも行われ、シーズン終了後の転出先でもヘッドマーク受けが残される車両が少なくなかった。このうちキハ26 455（旧キロ25 55）は四国時代の小型バンパーと房総地区時代の貫通扉ヘッドマーク受けの両方が設置されており、末期の志布志線転用後も両者が存置されていた。

### その他の改造
キハ55形初期車のキハ55 1 - 15は新造時よりDT19B台車を装着していたが、乗り心地改善のためDT22系台車への交換が開始された。
1963年11月9日に発生した鶴見事故を受けた対策として、キハ55系でも1964年度より信号炎管が順次設置された。安全対策としてはATS-Sの設置や前面強化などの改造も行われている。前照灯を従来の白熱灯からシールドビームに変更する工事も1973年より開始された。

## 運用
キハ55系は1956年の日光線準急「日光」への投入を皮切りに関西本線、豊肥本線など各地の準急列車に投入され、1959年には本格的な気動車急行として「みやぎの」にも投入された。これ以降も本系列の量産は続けられ、全国各地でキハ55系を用いた準急列車が新設されていった。
しかし、1961年からは急行列車用のキハ58系が製造開始され、キハ55系の大半は地方ローカル線に転用されて一般型気動車と共通で普通列車に使用されるようになった。東北地区では遅くまで急行運用が残ったが、関東甲信越以西、特に紀伊半島や四国、九州ではキハ58系列の冷房化が進んでいたことから、比較的早く地方ローカル線の普通列車運用に転じた。本系列は客車や10系気動車と同様に客用ドア幅が狭く、ラッシュ時運用に難があった。
1966年3月には100kmを超えて走行する準急はすべて急行列車となり、昭和43年10月のダイヤ改正では準急列車が全廃された。その後はキハ58系とともに急行列車でも運用されたが、車体幅は狭く、キハ58系と違い冷房化は施工されなかったことによる接客設備の見劣りから、昭和50年3月のダイヤ改正以降は冷房車配置地区での優等列車運用が減少した。それでも1980年頃までは、お盆・ゴールデンウィーク・年末年始など繁忙期に増結車や臨時列車として、一部は58系の検査や故障の代替で急行列車に充当された。数両は全廃直前の最末期まで急行列車への連結が行われている。
ローカル線に転用されたグループも、1977年以降のキハ40系の新製投入、電化の進展、急行列車の削減および特定地方交通線の廃止などによって昭和55年頃よりキハ58系列にも余剰が発生するようになったことから、国鉄分割民営化前日の1987年3月31日までに全車が廃車となり、JRへの承継車はなかった。その後全車が廃車解体され、現存車はない。

### 北海道地区
耐寒耐雪構造ではないが、北海道でも1960年から翌年にかけて函館本線急行「すずらん」で運用された。一部を耐寒改造し苗穂機関区に残留した他は、厳冬期には本州に戻され、二等車はやむなく一般形車両のキハ22形で代替したが、代替車のないキロ25形は酷寒の中でも無理をおしてキロ26形が揃うまで運用された。
また後年も、耐寒設計でないにもかかわらず、耐寒改造された少数の本系列（各種1両ずつ以上在籍され日光用のキハ55は1次車，増備された2・3次車，設計変更の4次車，1機関のキハ26も1次車，設計変更の2次車があった。札幌駅近辺では、よく同系列だけで編成され、他列車のキハ56形の編成の列車と併結または分割される運用が観られた）が苗穂機関区（現・苗穂運転所）など北海道内に配備され、室蘭本線・千歳線の急行「ちとせ」や日高本線に直通する急行「えりも」、道北圏の急行列車｢はぼろ」等の運用にも入り、キハ56系（キハ58系の北海道向け車で普通車は冷房改造が行われなかった為、遜色はほぼ無かった）と併結され充当された。キハ22形やキハ56系のような徹底した耐寒構造ではないため、冬季は札幌以南限定で使用されたが、降雪期ではない夏季には札幌以北での運用に入ることもあった。
他にもグリーン車不足で、本州以南用のキロ28形も耐寒改造を実施の上配置され、札幌以南でキハ56系の編成に組み込んで使用されていた。
北海道ではキハ27・56形式の冷房改造車はなかったことから、室蘭本線・千歳線電化に伴う781系電車使用の特急列車への格上げや、支線区直通急行列車のキハ40形への置き換えで廃車になるまで急行列車の運用についていた。

### 東北地区
1958年9月には初の本格的な気動車急行列車「みやぎの」も運転開始され、キハ26形・キロ25形により上野 - 仙台間を常磐線経由で運転した。「みやぎの」運行開始時に採用された赤とクリームの急行色は、塗り分けを変更の上でキハ58系以降の急行型気動車にも継承されている。
東北地方では、グリーン車以外でキハ58系との差が少なく、キハ58系の冷房改造が少なかったため冷房車は指定席車に優先的に使用されていたこと、山岳路線が多い東北地方の非電化区間では高出力車の需要が多かったから、東北・上越新幹線開業に伴う急行列車の廃止で冷房車にも余剰車が大量に出るようになった昭和57年11月の白紙ダイヤ改正まで、キハ58系と急行列車の自由席車で混用されていた。盛岡にはキハ17系列のキハ51も急行塗色で塗装された車輌が在籍しており、キハ58・キハ55系と混用されていた。

### 関東地区
初投入された日光線準急「日光」のほか、常磐線準急「ときわ」、房総地区準急「京葉」などに投入された。

#### 日光線
1956（昭和31）年10月10日より日光線準急「日光」にキハ44800形（キハ55形）先行試作車5両が投入され運用を開始した。当初は基本4両編成であったが、利用が好調なことから1両を増結した5両編成での運転が行われ、キハ55形量産車の登場後は基本編成が6両となった。
「日光」は上野 - 日光間を方向転換必須な宇都宮1駅のみ停車で運転されたが、東北本線内では上野 - 宇都宮間106.1kmを急行停車駅の赤羽・大宮・小山をすべて通過する特急並み扱いのノンストップ81分で走り切り（区間表定速度78.5km/h）、日光線内は連続勾配区間にもかかわらず2エンジン車の登坂力を発揮してこちらも40.5kmをノンストップ41分（登坂のある下り列車。区間表定速度59.2km/h）で走破した。全区間では宇都宮の2分停車も含め146.6kmを2時間4分で走破、表定速度70.8km/hに達した。
競合する東武鉄道は、利便性に難のある浅草をターミナル駅にしており、上野を起点とする国鉄列車は多くの乗客を奪い取ることに成功した。翌年「日光」は東京駅始発となったが、1958年には国鉄日光線が電化され、翌年の改正で「日光」は157系電車に変更された。「日光」の電車化で捻出されたキハ55系は各地の準急列車増発に転用された。

### 中部地区

#### 高山本線
高山本線では1958年3月よりキハ55系による準急「ひだ」が名古屋 - 富山間で運行を開始し、「日光」に次ぐ2番目のキハ55系準急となった。急行格上げ後、1968年10月のヨンサントオ改正でキハ80系特急「ひだ」の運行が開始された際に従来の急行は「のりくら」に改称された。キハ55系の急行運用は1975年3月にキハ58系冷房車に置き換えられるまで続いた。
その後も高山本線、越美南線などのローカル輸送に使用されていたが、1986年3月に美濃太田機関区で最後のキハ26形が廃車となり、高山本線のキハ55系は消滅した。

### 関西地区

#### 関西本線
関西本線では1955年3月22日より名古屋 - 湊町間の客車準急列車の一部が気動車化され、当初はキハ44600形（キハ50形）を投入、続くキハ44700形（キハ51形）の投入で全3往復が気動車化されたのち、1957年度からはキハ55系も投入された。当初は列車愛称がなかったが、1958年11月に「かすが」と命名された。

#### 紀勢本線

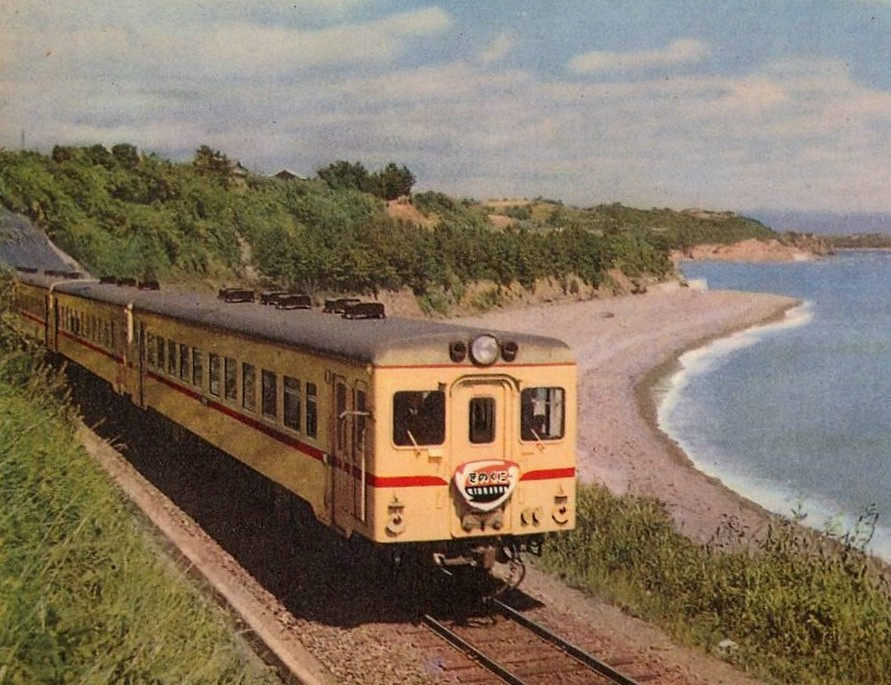
準急「きのくに」
（1960年頃）

紀勢西線の準急「きのくに」は1958年に天王寺 - 白浜口間で運行を開始し、キハ55系が投入された。1959年7月の紀勢本線全通の際には南海電気鉄道からの直通列車も設定され、南海のキハ55系同型車キハ5501形・キハ5551形が南海本線経由で難波へ直通した。同年10月には天王寺 - 新宮間準急「南紀」がキハ55系で運転されるようになった。
「きのくに」「南紀」は急行に格上げされたが、1968年に「きのくに」へ愛称統合された。「きのくに」は1985年3月のダイヤ改正で特急「くろしお」に格上げされて消滅した。

### 中国地区
1959年に米子 - 博多間の山陰本線準急「やくも」がキハ55系で運行を開始した。1960年9月1日からは美祢線経由の列車も設定されたが、下り列車の場合は正明市（後の長門市）で山陰本線経由と美祢線・山陽本線経由に分割され、下関で再び併結して博多へ向かう運転形態となった。この形態は後のキハ58系急行「やえがき」、「さんべ」でも1985年3月14日改正まで続けられた。
1960年3月に岡山 - 出雲市間で運行開始した伯備線準急「しんじ」は、当初はキハ25形が使用されたが、翌年3月より宇野 - 博多間（山陰本線経由）に変更されてキハ55系による運行となった。石見益田からは山口線・山陽本線経由と山陰本線長門市経由に分割されて博多へ向かっていたが、1965年10月改正で長門市経由を廃止して山口線経由で小郡までに短縮された。
このほか、山口 - 博多間準急「あきよし」、山陽本線の岡山 - 博多間急行「山陽」、播但線準急「たじま」、姫新線・因美線準急「みささ」「みまさか」などにキハ55系が使用された。

### 四国地区

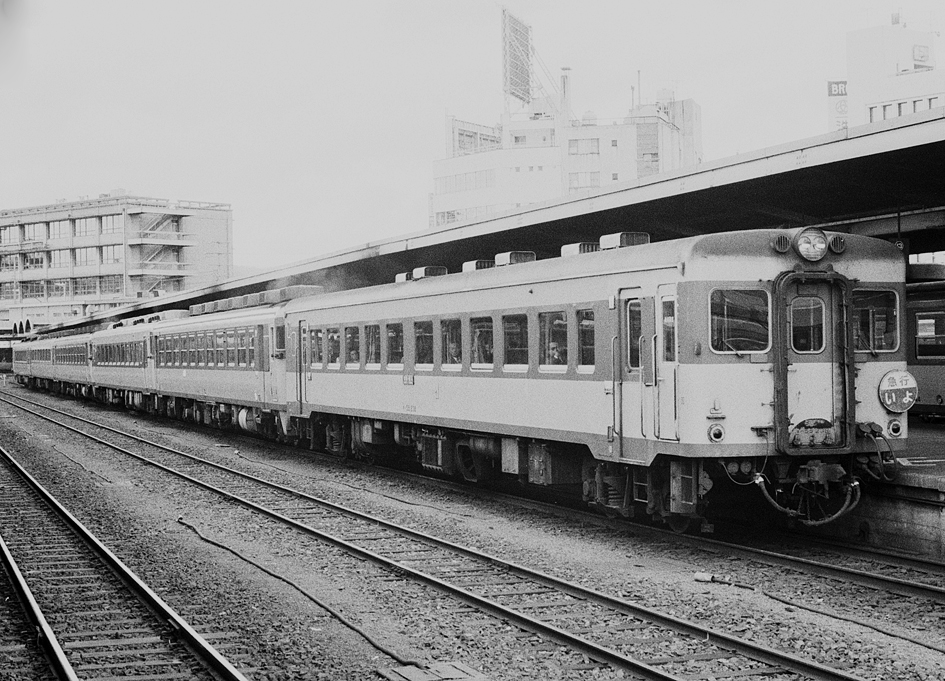
急行「いよ」の先頭に立つキハ55 238（1981年頃）
後方に連結されているキハ58系・キハ65形に比べ車体幅が狭いのがわかる

1958年11月に四国初の気動車優等列車として予讃本線（現・予讃線）準急「やしま」が高松桟橋 - 松山間で運行を開始し、同年10月に落成したキハ26形が投入された。高松桟橋駅と高松駅が統合された1959年には八幡浜まで延長、1960年3月には「いよ」へ改称された。
高知方面へは土讃本線（現・土讃線）準急「土佐」、徳島方面へは高徳本線（現・徳島線）準急「阿波」などが設定された。

### 九州地区
キハ55系は日本初の気動車急行であった「ひかり」にも投入され、1958年4月より博多 - 小倉 - 大分 - 熊本間を鹿児島本線・日豊本線・豊肥本線経由で運転された。急行としての利用率が悪かったため同年8月に準急に格下げされ、門司港発着編成も設定された。鹿児島本線では蒸気機関車牽引の特急列車をも上回る高速運転を行ったことが知られる。「ひかり」の愛称は新幹線に転用されることになり、東海道新幹線が開業した1964年10月1日のダイヤ改正で「にちりん」に改称された。
1959年4月1日には門司港 - 人吉間で肥薩線準急「くまがわ」が運行を開始した。
1959年5月1日には熊本 - 宮崎間を肥薩線経由で結ぶ準急「えびの」がキハ55系で運転を開始した。1960年6月には博多発着列車が1往復増発され、博多 - 熊本間は鹿児島本線準急「かいもん」と併結した。同年12月には吉松で分割併合する西鹿児島行き編成も登場している。
1960年5月からは長崎本線経由で博多 - 長崎間準急「ながさき」の運行が開始され、同年9月からは島原鉄道の同型車キハ26形が併結されて博多、長崎へ乗り入れた。1966年3月に急行へ格上げ、1968年10月のヨンサントオ改正で「いなさ」に改称された。島原鉄道から国鉄への直通運転は1980年10月1日のダイヤ改正で終了した。

## 私鉄向け同系車
本系列は比較的長く国鉄で運用されたこともあり、私鉄への払下げ車は存在しない。ただし、私鉄独自に同形車を新造した例が南海電気鉄道と島原鉄道の2社に存在する。
いずれも国鉄の準急列車への併結を目的に新製されたもので、国鉄車との総括制御が可能であり、基本的に接客設備も同等とされているが、国鉄車には存在しない両運転台車・空気ばね台車・冷房改造など各社の独自性が散見できる。

### 南海電気鉄道キハ5501形・キハ5551形

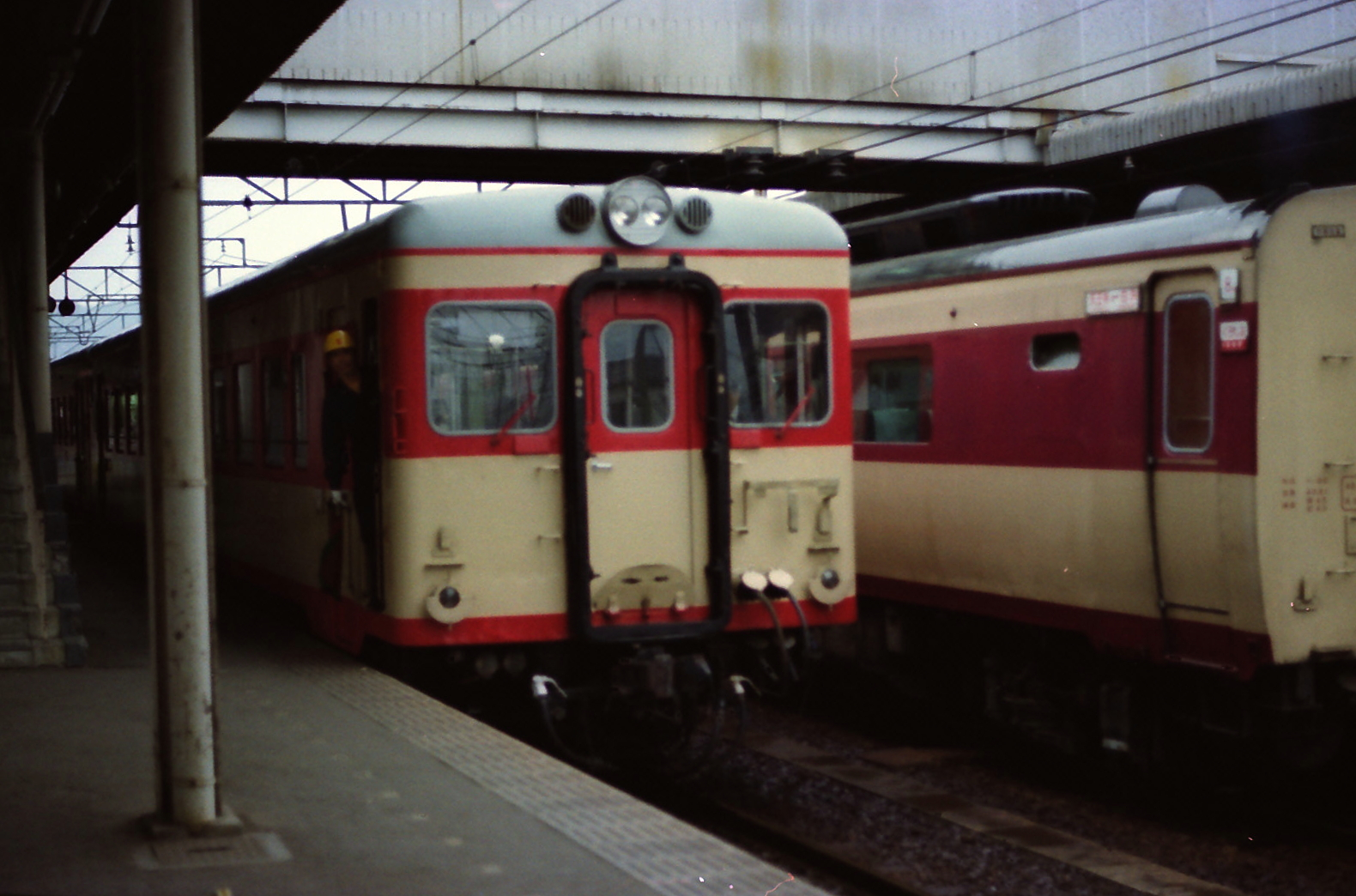
和歌山駅 南海きのくに号

南海電気鉄道では、戦前の南海鉄道時代より鉄道省からの借り入れ客車を南海本線（難波 - 和歌山市間）内は電車で牽引、和歌山からは鉄道省の客車列車に併結するという形態で紀勢西線への直通運転を実施していた。戦後は自社発注で国鉄制式客車と同等のサハ4801形客車を新造してこの直通運転を再開した。1959年7月に国鉄紀勢本線が全通した際には紀勢線気動車準急「きのくに」に併結して南紀方面への直通運転を実施すべく、キハ55形に準じたエンジン2基搭載車を自社発注で新造することとなり、片運転台車のキハ5501形と両運転台車のキハ5551形が登場した。
1959年7月に片運転台のキハ5501・5502、同年9月に両運転台のキハ5551がそれぞれ堺市の帝國車輛工業で新製された。1960年にはキハ5503・5504 ・5552、1962年にキハ5505・5553・5554が増備され、両形式合わせて9両が製造された。2エンジン搭載としたのは南海線内での高速運転の必要性（南海の特急電車と同一所要時分にするためならびに線内最高速度が国鉄車の95km/hを上回る100km/hであった）によるもので、非力なDMH17Cでは1エンジン車での運行は加速力や勾配区間（特に孝子峠越えの22‰連続勾配区間）における高速性能などが不足し、運行困難なダイヤであった。
基本的に国鉄キハ55形100番台と共通設計であるが、車両限界の小さい南海線内での運行に備えて側窓の下部に保護棒が設置され、窓下部の2か所に「南海」と書かれた行灯式表示が装備された。キハ5501形と定員を同一にするため、両運転台のキハ5551形は出入台部とその座席配置に独自設計が施されており、トイレの設置も省略された。塗装は当初は国鉄車と同様の準急色で竣工したが、のちにクリーム4号+赤11号の急行色に変更された。
南海線内は特急扱いとして2両あるいは3両編成で単独運行され、東和歌山（現・和歌山）からは天王寺発着の準急→急行列車「きのくに」に併結されて全席座席指定車扱いで白浜口（現・白浜）まで運行された。運行開始時には南海社内での気動車乗務員養成が間に合わず、1959年7月15日の運転開始から8月20日までの約1か月間はでは2001形電車3両で牽引した。1961年には「南紀」にも併結されて新宮へ乗り入れ区間が延長され、1968年時点での南紀直通「きのくに」は最大で定期3往復+不定期1往復の4往復が運行された。
国鉄側の急行列車は1961年以降キハ58系に置き換わり、1969年以降は冷房化も順次進められたのに対して、キハ5501形・5551形は全車エンジン2基搭載で発電セット搭載スペースがないこともあり冷房化がされなかった。キハ65形に準じた冷房付きの大出力気動車や、あるいは名鉄キハ8000系のような冷房付きデラックス気動車の投入といった積極策などは、その頃南海において相次いで発生した連続重大死傷事故への対応に追われていた南海の経営事情などもあって採られることはなかった。紀勢本線和歌山 - 新宮間の電化が完成して特急「くろしお」が381系電車化・増発された1978年10月ダイヤ改正以降、難波発着の南紀直通急行「きのくに」は順次減便され、全車自由席となった。南海でも一時期485系電車を購入して本形式の後継車として使用するという報道がなされたことがあったが、和歌山市駅構内にある南海・国鉄の連絡線を電化させる必要があり、利用実態と費用面を考慮した結果断念している。以後もこの連絡線は電化が行われていない。
キハ5505は踏切事故のため1973年7月31日付けで廃車となり、茨城県の関東鉄道に譲渡されてキハ755となった。残る8両は引き続き南紀直通列車に使用されたが、1985年3月ダイヤ改正で気動車急行「きのくに」が485系電車（東北・上越新幹線開業に伴う転用で捻出）の投入により国鉄天王寺駅発着の特急「くろしお」に編入されたため南海線難波駅発着の「きのくに」も廃止となり、同年5月に全車廃車となった。

### 島原鉄道キハ26形・キハ55形

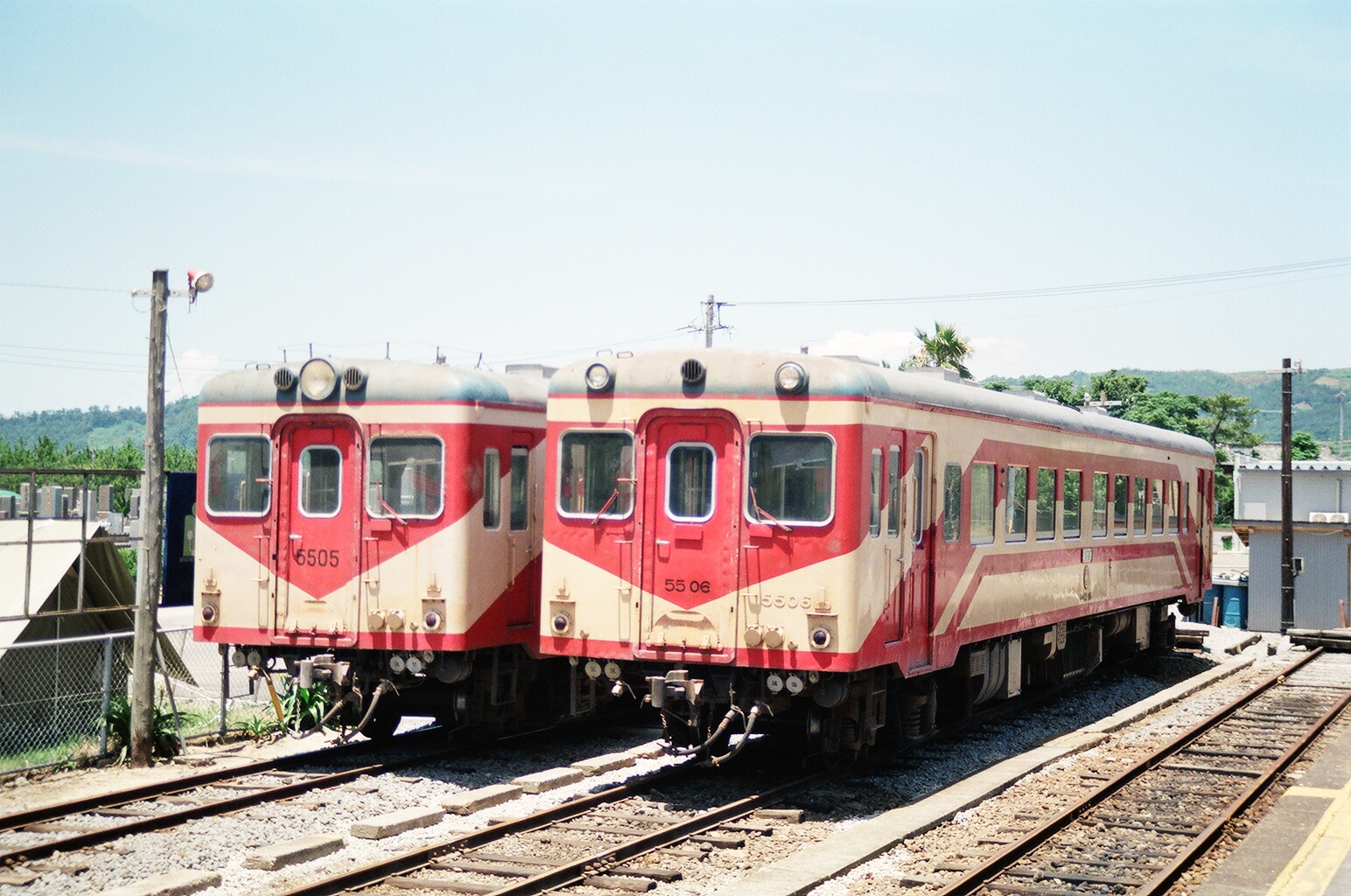
島原鉄道キハ5505（左）・5506（右）。前照灯の配置が異なっている。1992年撮影

島原鉄道（島鉄）では、1958年からキハ20形（自社発注車）を使用して長崎本線諫早 - 長崎間への直通運転を実施していたが、国鉄の準急列車への併結を実施するため1960年に国鉄キハ26形・キハ55形に準じた気動車を製造することになり、キハ26形・キハ55形が登場した。
1960年にキハ26形2両 （2601・2602）が新三菱重工業（現・三菱重工業）で、キハ55形4両が帝國車輛工業（5501・5502）・富士重工業（現・SUBARU、5503）・新三菱重工業（5505）で、1963年にキハ55形1両（5506）、1964年にキハ26形1両（2603）がともに川崎車輌（現・川崎重工業車両カンパニー）で新製された。5504は忌み番として欠番である。
いずれも両運転台車であり、キハ26形には座席定員をキハ55形と同一に保ちつつ、苦しい配置ながらもトイレが設置された。1960年製造車は空気ばね台車を装着。最終増備車となった1963・1964年製車は、国鉄キハ58系並みに前照灯をシールドビーム2灯式に変更し、前面上部左右に振り分けて設置したほか、台車も国鉄向け同系車と共通のコイルばね台車DT22A形・TR51A形に変更された。製造当初の車体塗色は国鉄準急色と同色ながら赤帯は細線3本とされ、のちに国鉄急行色に変更された際、前面両側の窓下に赤色の3本のヒゲが入れられ、国鉄所属車と区別化された。
国鉄準急や急行「出島」・「弓張」に併結し、博多・小倉への直通運転を実施した。なお、島鉄がエンジン2基搭載車を導入した理由は、国鉄線内の勾配区間での余裕時分確保と島鉄線内での付随車（主に郵便車。島鉄は古い気動車からエンジンを下して改造した郵便荷物車を多く保有した）牽引の必要があったためである。
1970年代に入ると併結相手となる国鉄側の急行気動車の冷房化が進捗したこともあり、引き続き博多直通の急行列車として使用するキハ26形に対しては、1972年に3両とも電源エンジンとAU13形分散式冷房装置が設置され冷房化された。これは本系列および私鉄の同形車で唯一の冷房化事例である。一方キハ55形は非冷房かつ2エンジン車のままで、国鉄線の急行列車の冷房化が完了した1973年以降は長崎直通の普通列車の運用に充当された。1980年10月のダイヤ改正で国鉄直通が全面的に廃止となったため、これ以後はキハ55形・キハ26形ともに自社線内運用に充当された。1986年からは車体塗色が自社独自のデザインの新塗装に塗り替えられた。
1994年からキハ2500形の増備により廃車が開始され、キハ26形は1997年に、キハ55形はキハ5502（工事列車の牽引車代用に残存）を最後に2000年に全廃された。

### 関東鉄道キハ755形
前述の南海電気鉄道キハ5505を1974年3月に譲り受けたものである。譲渡にあたり同年7月に西武所沢車両工場で座席のロングシート化と客用扉の増設、便所や既存扉のステップ撤去などの改造が行われたが、車体中央部に排気管が存在したため3扉化できず幅1,300mmの両開き扉を排気管を避けて車体中央部に2か所増設し、1975年6月に竣功し運行開始した。このため、気動車としては異例の片側4扉車となった。車体塗色は関東鉄道の他車と同様の塗装に変更された。
元小田急キハ5000形気動車のキハ751形などとともに2エンジン車であることから、常総線でトレーラー車のキクハ1形・キサハ65形などと編成を組成して運用されたが、1989年に廃車された。